# Selandien
Selandien-alderen er tidsrummet fra 61,7 til 58,7 millioner år siden og er mellemste etage i serien Paleocæn. Navnet der refererer til Sjælland er indført af Alfred Rosenkrantz i 1924.
I Danmark er Lellinge Grønsand og Kertemindemergel aflejringer af Selandien alder.
43°18′02″N 2°15′34″V / 43.3006°N 2.2594°V
|  | Infoboks uden skabelon Denne artikel har en infoboks dannet af en tabel eller tilsvarende. |